# Ust-Vesliana
Ust-Vesliana (en rus: Усть-Весляна) és un poble (possiólok) del krai de Perm, a Rússia, que forma part del raion de Gaini. El 2010 tenia 183 habitants. Es troba al marge esquerre del riu Kama.